# ツェサレーヴィチ
ツェサレーヴィチ（ロシア語: Цесаре́вич、ラテン文字転写例：Cjesarjévich）は、ロシア皇帝の法定推定相続人ないし推定相続人に与えられる称号。ロシア皇太子と訳される場合が多い。名前および父称の前に付けて呼ばれる。また名前の代わりに呼ぶこともある。

## 語法
「ツァレーヴィチ」としばしば混同されるが、意味は異なる。ツァレーヴィチは単にツァーリの息子であれば誰にでも与えられる称号であり、クリミア、シベリア、カヘティア（グルジア）などロシア外の国家の支配者にも与えられた。コンスタンチン・パヴロヴィチ大公の例外を除けば、ツェサレーヴィチはロシアにおいて常に唯一人の人物だけが有する称号であった。ツェサレーヴィチの称号は、公式の名乗りでは決まって「世継ぎ（Наследник）」という敬称と併用して使われる。「世継ぎ皇子にして大公（Наследник-Цесаревич и Великий Князь）…殿下」というようにである。ツェサレーヴィチの妻はツェサレーヴナ（Цесаревна）と呼ばれる。

## 歴史
1721年、ツァーリ・ピョートル1世は自身の最高称号としてツァーリに代えてインペラートル（皇帝）を採用した。これに伴い、ツァレーヴィチおよびツァレーヴナ（ツァーリの娘の称号、この時点ではイヴァン5世の存命中の娘たちがツァレーヴナの称号を持っていた）の称号は廃止された。ピョートル1世にはこの時点では息子は存命しておらず、2人の娘はツェサレーヴナ（この場合は皇太子妃ではなく皇帝の娘として）と呼ばれた。1762年に皇帝となったピョートル3世は、後のエカチェリーナ2世との間にもうけた一人息子パーヴェル・ペトロヴィチに新たな称号「ツェサレーヴィチ」を与えた。パーヴェルをその初例として、9人のロマノフ家相続者がこの称号を有することになった。しかし、この時にパーヴェルに与えられたツェサレーヴィチはピョートル3世の正嫡の息子を意味するに過ぎず、ピョートルの後継者を意味するものでは決してなかった。母エカチェリーナが帝位を簒奪した後も、パーヴェルが母から正式に後継者と認められることもなかった。
パーヴェルはツェサレーヴィチよりも「大公」（ヴェリーキー・クニャージ）の称号で呼ばれることの方が多かった。大公とはリューリク朝時代のモスクワの支配者たちが、「ツァーリ」の称号を採用する以前に使っていた君主号である。1796年に帝位を継ぐと、パーヴェル1世はすぐに長男にツェサレーヴィチの称号を与え、翌1797年に定めた帝位継承法の中でツェサレーヴィチを帝位継承者の公式称号である、と規定した。コンスタンチン・パヴロヴィチ大公のみは1799年から兄アレクサンドル・パヴロヴィチ（1801年にアレクサンドル1世として即位）と並立する形でツェサレーヴィチの称号を与えられており、1825年に帝位継承権を放棄して弟のニコライ1世に帝位を譲った後もこの称号を保持していた。
コンスタンチン・パヴロヴィチの死後、ツェサレーヴィチの称号は1894年まで常に皇帝の最年長の息子にのみ与えられていたが、ニコライ2世は自分が息子を儲けるまでという条件付きで、すぐ下の弟ゲオルギー・アレクサンドロヴィチ大公にツェサレーヴィチの称号を与えた。1899年にゲオルギーが死んだとき、ニコライ2世はまだ自分に息子が生まれていなかったにもかかわらず、ゲオルギーの次の弟で帝位継承権第1位のミハイル・アレクサンドロヴィチ大公にはツェサレーヴィチの称号を与えなかった。1904年に生まれたニコライ2世の一人息子アレクセイ・ニコラエヴィチが、帝政ロシア最後のツェサレーヴィチとなった。

## 帝政廃止後
1924年よりロシアの亡命皇帝を自称していたキリル・ウラジーミロヴィチ大公は、長男のウラジーミル・ロマノフにツェサレーヴィチの称号を名乗らせていた。1997年からは、ウラジーミルの孫息子ゲオルギー・ミハイロヴィチ・ロマノフが、その母親で帝位請求者のマリヤ・ウラジーミロヴナ・ロマノヴァからツェサレーヴィチの称号を授けられた。ゲオルギー・ロマノフはこのツェサレーヴィチの称号で呼ばれることもあるが、大公の称号で呼ばれることが多い。
ロシア帝国が崩壊するまで、ロシア内外の多くの人々はロシアの支配者をツァーリと呼ぶ習慣を続けていた。ツェサレーヴィチの称号がロシア皇帝の後継者の称号として広く浸透せず、ツァレーヴィチ（ツァーリ）や大公の呼称の方が一般的なのは、このためだろうと考えられる。「ツェサレーヴィチ」の称号は、国内でも特に教養のない階層には知られていなかった。

## 歴代のツェサレーヴィチ
※太字は後に皇帝となった人物
- パーヴェル・ペトロヴィチ（称号保持1761年 - 1796年）…皇帝パーヴェル1世
- アレクサンドル・パヴロヴィチ（称号保持1796年 - 1801年）…皇帝アレクサンドル1世
- コンスタンチン・パヴロヴィチ（称号保持1799年 - 1831年）
- アレクサンドル・ニコラエヴィチ（称号保持1831年 - 1855年）…皇帝アレクサンドル2世
- ニコライ・アレクサンドロヴィチ（称号保持1855年 - 1865年）
- アレクサンドル・アレクサンドロヴィチ（称号保持1865年 - 1881年）…皇帝アレクサンドル3世
- ニコライ・アレクサンドロヴィチ（称号保持1881年 - 1894年）…皇帝ニコライ2世
- ゲオルギー・アレクサンドロヴィチ（称号保持1894年 - 1899年）
- アレクセイ・ニコラエヴィチ（称号保持1904年 - 1917年）